# Poochini
Poochini è una serie animata in 78 episodi prodotta da WildBrain e EM. TV, basata sul corto A Dog Cartoon (1999) Nonostante la serie fosse prodotta negli Stati Uniti, non arrivò in tale paese prima del 2002. In Italia la serie è stata trasmessa su Boing dal febbraio 2007 e su Italia 1 dal 15 settembre 2007.

## Doppiaggio
| Personaggi   | Voce originale    | Voce italiana    |
| ------------ | ----------------- | ---------------- |
| Poochini     | Billy West        | Pietro Ubaldi    |
| Walter White | Billy West        | Federico Danti   |
| Wendy White  | Leslie Carrara    | Renata Bertolas  |
| Billy White  | Dee Bradley Baker | Patrizia Mottola |